# Ruryk (1906)
Ruryk (ros. Рюрик, Riurik) – rosyjski krążownik pancerny z okresu I wojny światowej. Był drugim rosyjskim okrętem tej klasy noszącym nazwę na cześć księcia Ruryka, po krążowniku „Ruryk” zatopionym podczas wojny rosyjsko-japońskiej. Został zbudowany dla Rosji w Wielkiej Brytanii, pozostając jedyną jednostką swojego typu. Był najsilniejszym rosyjskim krążownikiem pancernym oraz jednym z ostatnich i najsilniejszych okrętów tej klasy na świecie.
Wszedł do służby w 1909 roku i służył we Flocie Bałtyckiej, biorąc aktywny udział w walkach na Bałtyku podczas I wojny światowej. Bywał używany jako okręt flagowy głównodowodzącego Floty Bałtyckiej. Pod koniec 1918 roku został odstawiony do rezerwy, a ostatecznie wycofany ze służby w 1923 roku.

## Budowa
Jeszcze na początku wojny rosyjsko-japońskiej Rosja zdecydowała zbudować nowoczesny silny krążownik pancerny, mogący działać jako „szybkie skrzydło” eskadry pancerników i służyć do zadań rozpoznawczych. Pierwszym rosyjskim krążownikiem pancernym o takim przeznaczeniu był ukończony tuż przed wojną „Bajan”, lecz nowy okręt miał być większy i silniejszy oraz współdziałać z nowo budowanymi pancernikami „Andriej Pierwozwannyj” i „Impierator Pawieł I”. W lipcu 1904 roku Morski Komitet Techniczny ministerstwa marynarki ogłosił konkurs na zaprojektowanie takiego okrętu według opracowanych w Rosji założeń. W konkursie zwyciężyła brytyjska firma Vickers z Barrow-in-Furness, której pośrednikiem był znany handlarz bronią Basil Zaharoff. 31 maja 1905 roku podpisano wstępne zamówienie na skonstruowanie i budowę okrętu, z przewidywanym terminem gotowości na 1 marca 1907 roku. Cena okrętu miała wynosić 1,5 mln funtów (14 190 000 rubli). Początkowo projekt przewidywał uzbrojenie w 4 działa kalibru 254 mm, 12 dział 203 mm i 20 – 76 mm, lecz na wniosek strony rosyjskiej zmieniono je na 4 działa 254 mm, 8 dział 203 mm i 20 dział 120 mm, znacząco wzmacniając artylerię średnią kosztem rezygnacji z dwóch wież dział 203 mm na śródokręciu. Wyporność projektowa wzrosła natomiast z 13 500 t do 15 000 t.
Stępkę pod budowę okrętu położono 9 sierpnia 1905 roku, jeszcze przed oficjalnym podpisaniem umowy, które miało miejsce 23 (10) stycznia 1906 roku (data w nawiasie – według starego stylu). W tym czasie masa konstrukcji sięgnęła już 2600 ton. Na etapie budowy doszło do opóźnień, spowodowanych m.in. wprowadzaniem przez stronę rosyjską dalszych zmian do projektu (nie praktykowanych w brytyjskim budownictwie okrętowym) oraz koniecznością opanowania rosyjskich norm dla zaprojektowania uzbrojenia i produkcji pancerza poziomego. Kadłub wodowano 4 listopada 1906 roku, a 6 lipca 1907 roku okręt rozpoczął próby morskie, po czym dalsze wyposażanie i montaż artylerii zlecono firmie Beardmore w Dalmuir. Podczas prób artylerii w lecie 1908 roku pojawił się problem ze słabym mocowaniem podstaw wież, powodującym odkształcenia pokładów podczas strzelania. Po wzmocnieniu mocowania wież, w sierpniu okręt − przyjęty warunkowo − przepłynął do Rosji. Dalsze próby w Rosji wykazały ponowne problemy z mocowaniem wież, które ostatecznie usunięto w Kronsztadzie do czerwca 1909 roku z pomocą producenta. Koszt poprawek na miejscu wyniósł ponad 3 miliony rubli, które strona rosyjska zatrzymała z kontraktu, a Vickers otrzymał jedynie 1 129 972 funtów „Ruryk” wszedł w końcu do służby w lipcu 1909 roku.
Warto podkreślić, że budowa okrętu dla Rosji w Wielkiej Brytanii była ewenementem w historii dotychczasowych stosunków między oboma krajami (rosyjska doktryna morska przez większą część drugiej połowy XIX wieku upatrywała w brytyjskiej flocie i żegludze głównego potencjalnego przeciwnika, a Wielka Brytania nieoficjalnie wspierała Japonię w trwającej jeszcze do 1905 roku wojnie rosyjsko-japońskiej) i być może stanowiła zapowiedź zbliżenia obu krajów, uwieńczonego zawarciem sojuszu antyniemieckiego (ententy) w roku 1907.
W 1905 roku planowano budowę dwóch dalszych okrętów tego typu w Rosji, jednakże zrezygnowano z niej z powodu trudności technologicznych, wiążących się z koniecznością importu stali wysokiej wytrzymałości lub przeprojektowania okrętu. Planowano także na przełomie lat 1905/1906 rozwinięcie typu „Ruryka” z napędem turbinami parowymi, lecz na przeszkodzie jego rozwojowi stanął brak doświadczenia w tym zakresie konstruktorów rosyjskich, a później projekt zarzucono. Projekt turbinowego „Ruryka” sporządziła w 1906 roku także firma Vickers, lecz nie został zrealizowany, a wkrótce koncepcja okrętu z artylerią dwóch kalibrów stała się przestarzała.

## Konstrukcja i opis

### Opis ogólny
Kadłub „Ruryka”, o konstrukcji opartej na wzdłużno-poprzecznym układzie wiązań, był w całości nitowany, z typową dla okrętów tego okresu taranową dziobnicą. Dzielił się na przedziały wodoszczelne 30 poprzecznymi grodziami (tylko 4 z nich były na pełną wysokość kadłuba do pokładu górnego). Okręt miał trzy ciągłe pokłady, na całą długość kadłuba: górny (odkryty w części rufowej), środkowy (pancerny) i dolny (również pancerny). Przy długości całkowitej 161,2 m (149,3 m między pionami) i szerokości maksymalnej 22,86 m, projektowana wyporność normalna wynosiła 15 170 ton, a średnie zanurzenie przy wyporności normalnej określono na 7,92 m. Po ukończeniu wyporność normalna wzrosła do 15 544 ton, a faktyczna wyporność pełna do 17 250 ton.
Okręt miał zwartą sylwetkę, z niskimi kominami blisko siebie na śródokręciu, nadbudówką dziobową tuż przed nimi i z długimi płaszczyznami pokładu przed wieżą dziobową i za wieżą rufową. Podniesiony pokład dziobowy, pozbawiony wzniosu, ciągnął się na ok. 2/3 długości kadłuba. Na śródokręciu pod pokładem dziobowym znajdowały się kazamaty dla 8 dział 120 mm na każdej z burt. Dwie wieże dział głównego kalibru 254 mm umieszczone były klasycznie, w osi podłużnej okrętu, na pokładzie dziobowym i rufowym. Wieże drugiego kalibru artylerii głównej 203 mm umieszczone były po bokach centralnej grupy nadbudówek – dwie dziobowe na pokładzie dziobowym, po obu stronach pierwszego komina, a dwie rufowe na pokładzie górnym (rufowym), za uskokiem pokładu dziobowego, po obu stronach niewielkiej nadbudówki mieszczącej rufowe stanowisko dowodzenia. Na samej rufie okrętu znajdowała się tzw. galeryjka admiralska. Okręt miał na śródokręciu trzy proste kominy jednakowej wielkości.
Początkowo „Ruryk” został ukończony, wbrew pierwotnym planom, tylko z masztem rufowym, co było wyrazem krótkotrwałej tendencji we flocie rosyjskiej po wojnie z Japonią do wyposażania dużych okrętów w pojedyncze maszty. Wraz ze zmianą koncepcji, w 1910 roku ustawiono na nim też palowy maszt dziobowy, na nadbudówce dziobowej. Na przełomie 1916/1917 roku zamieniono go na stabilniejszy maszt trójnożny, ze stanowiskiem obserwacyjnym artylerii pod salingiem.
Okręt był wyposażony w dwa 12-tonowe kutry parowe, 1 kuter z silnikiem spalinowym i 9 łodzi wiosłowych różnych rozmiarów, zgrupowane na śródokręciu.

### Uzbrojenie

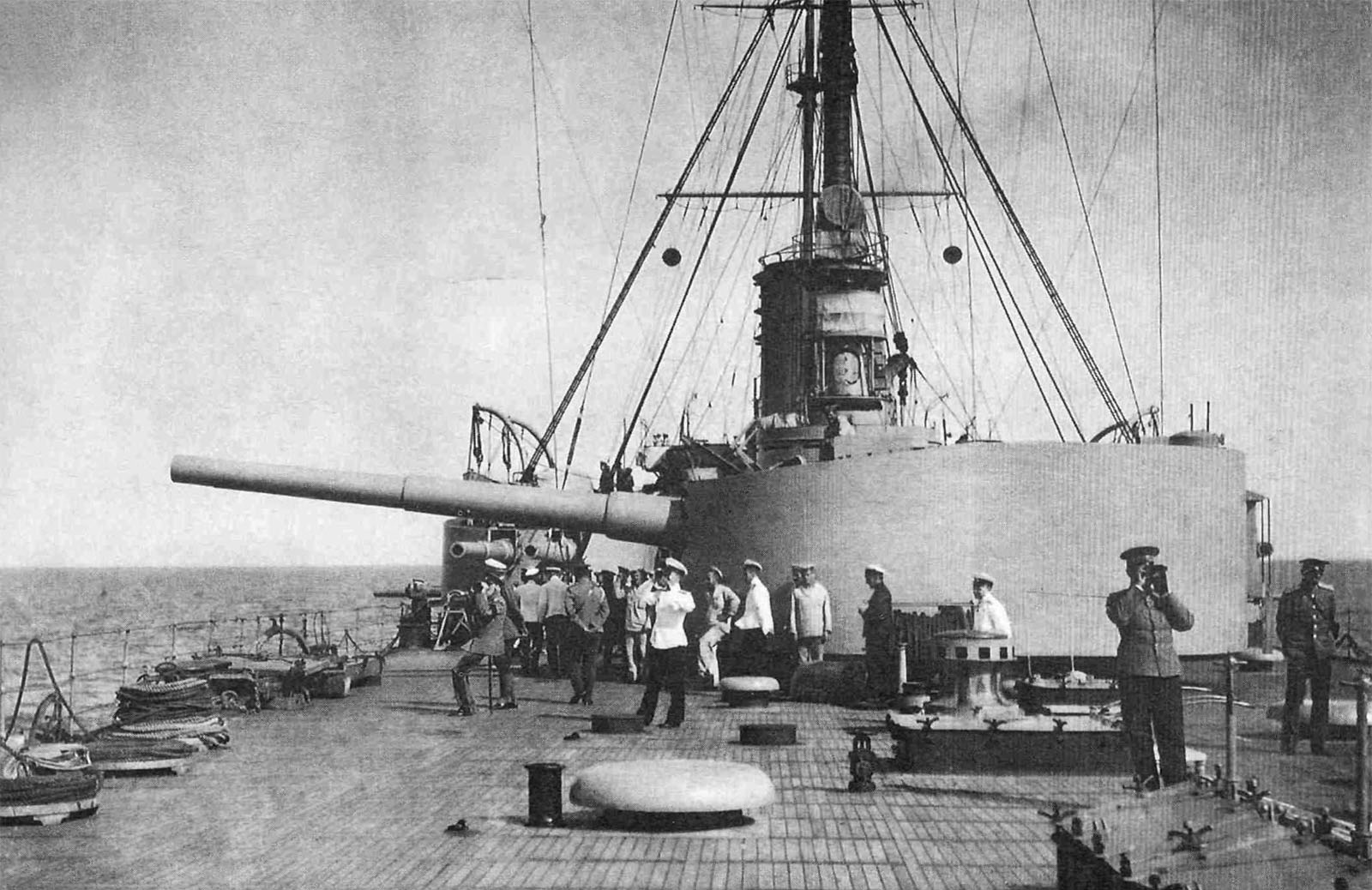
Widok na rufową wieżę dział 254 mm

Artylerię główną stanowiły 4 działa kalibru 254 mm (10 cali) o długości lufy 50 kalibrów (L/50), umieszczone w dwóch dwulufowych wieżach, na dziobie i rufie, w osi symetrii kadłuba. Działa były konstrukcji Vickersa, lecz zaprojektowane według rosyjskich specyfikacji. Obrót wieży i podnoszenie dział było elektryczne (było to nowością dla Brytyjczyków, stosujących systemy hydrauliczne). Działa strzelały pociskami o masie 225,2 kg na odległość do 11,7 mil morskich (praktyczny zasięg celowania do 9,8 mil morskich). Praktyczny kąt ostrzału wynosił 260° dla wieży dziobowej i 280° dla rufowej.
Normalny zapas amunicji wynosił po 80 pocisków przeciwpancernych lub burzących na działo, maksymalnie w magazynach mieściło się 96 pocisków na działo.
Typową dla ciężkich okrętów początku XX wieku artylerię główną drugiego kalibru stanowiło 8 dział kalibru 203 mm (8 cali) o długości lufy L/50. Umieszczone były w czterech dwulufowych wieżach, po dwie na burtę, strzelających w kierunku dziobu albo rufy i na burty, z zakresem ostrzału po 170° dla wież dziobowych i 160° dla rufowych. Strzelały pociskami o masie 112,2 kg na odległość do 8,6 mili morskiej. Zapas amunicji stanowiło po 110 pocisków półpancernych lub burzących na działo (miejsce było na maksymalnie 128 pocisków). Wieże dział obu kalibrów artylerii głównej były podobne, skonstruowane przez Vickersa, lecz według rosyjskich wymagań opracowanych dla pancerników typu Andriej Pierwozwannyj. Na skutek intensywnego szkolenia, lufy dział były jednak w chwili wybuchu I wojny światowej już mocno zużyte, co pogarszało celność. Ich produkcję podjęły rosyjskie Zakłady Obuchowskie, ale zdołano wyprodukować tam tylko 4 działa kalibru 254 mm i dopiero pod koniec 1915 roku zostały wymienione na nowe, podczas gdy działa 203 mm wymieniono w maju 1915 roku.
Artylerię średnią stanowiło 20 dział kalibru 120 mm Vickers w kazamatach burtowych, o długości lufy L/50, na pojedynczych podstawach. Umieszczone były po 10 na burtę, z czego po 8 pod pokładem dziobowym na śródokręciu, a 2 na rufie, o jeden pokład niżej (umieszczone były one w ścianach jadalni i salonu admiralskiego). Kąt ostrzału wynosił ok. 110-120° – według założeń cel mogły ostrzeliwać naraz co najmniej 4 działa. Działa te miały dłuższe lufy od standardowo używanych we flocie rosyjskiej dział Canet (L/45) i większą donośność – do 7,8 mili morskiej. Pociski miały masę 26,1-29,5 kg. Masa całego działa z podstawą wynosiła 8750 kg. Zapas amunicji wynosił po 200 pocisków burzących, szrapneli, nurkujących lub oświetlających, w dwóch komorach amunicyjnych (miejsce było na 219 pocisków na działo). Wysokie umieszczenie głównej baterii (5,5 m nad wodą) zwiększało zasięg i zmniejszało wpływ złej pogody.
Uzbrojenie uzupełniały 4 działa 47 mm Hotchkiss, umieszczone na dachach wież 203 mm, pełniące funkcje głównie salutacyjne lub szkolne. Na skrzydłach pomostu i śródokręciu było sześć karabinów maszynowych 7,62 mm Maxim, a dalsze dwa na kutrach parowych. Okręt miał ponadto dwie podwodne stałe wyrzutnie torpedowe kalibru 450 mm, w przedziale poniżej wieży dziobowej, po jednej na każdą burtę, ustawione prostopadle do burt, z zapasem 3 torped każda. Masa salwy burtowej artylerii głównej „Ruryka” wynosiła 1350 kg, a samych dział 254 mm – 900 kg.
Dopiero latem 1916 roku „Ruryk” otrzymał pierwsze działo przeciwlotnicze – kalibru 63 mm Zakładów Obuchowskich, o kącie podniesienia do 75°. W celu uzyskania szerokiego kąta ostrzału, ustawiono je na samym dziobie, przed kluzami łańcuchów kotwicznych. Drugą armatę tego typu ustawiono następnie na samej rufie. W kwietniu 1917 roku postanowiono zamienić je na działa kalibru 76 mm Lendera, ale nie jest jasne, czy zdołano to wykonać. Przez pewien czas „Ruryk” miał też działko automatyczne 40 mm Vickersa i dwa km-y dostosowano do strzelania przeciwlotniczego.
Do kierowania ogniem artylerii służyły 2 optyczne dalmierze 9-stopowe (o bazie 2743 mm) Barr & Stroud w wieżyczkach na nadbudówkach dziobowej i rufowej. W toku służby zestaw dalmierzy ulegał wzbogaceniu: najpierw okręt otrzymał dalmierz 4,5-stopowy (1372 mm) do celów nawigacyjnych i trzeci 9-stopowy. Pod koniec 1915 roku zamontowano dwa dalsze dalmierze 9-stopowe na wieżach artylerii głównej, natomiast usunięto dalmierz z rufowej wieży dowodzenia. Oprócz 5 dalmierzy 9-stopowych Barr & Stroud (2 w wieżach artylerii i 3 na skrzydłach pomostu), okręt posiadał wówczas 9-stopowy dalmierz Pollen w powiększonej opancerzonej wieżyczce na dziobowej wieży dowodzenia. Dodatkowo dodano dalmierz 4,5-stopowy dla działa przeciwlotniczego.

### Opancerzenie

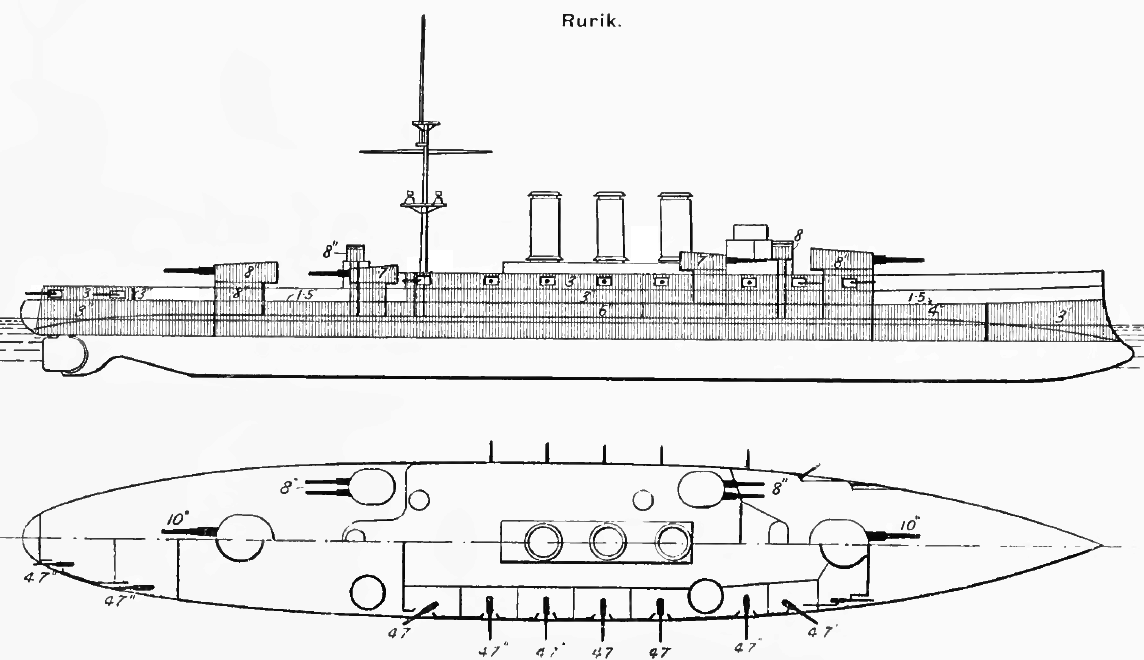
Schemat opancerzenia okrętu

Główny element opancerzenia burt stanowił pas pancerny na całej długości linii wodnej. W najgrubszym odcinku, chroniącym cytadelę między wieżami artylerii głównej, jego grubość wynosiła 152 mm, zmniejszając się do 102 mm na dolnej krawędzi. Poza cytadelą, w stronę dziobu pas miał grubość 102 mm i dalej 76 mm, a w stronę rufy: 76 mm. Pas sięgał 1,5 m poniżej konstrukcyjnej linii wodnej. Nad głównym pasem, w środkowej części znajdował się górny pas, grubości 76 mm. Wysokość obu pasów w rejonie cytadeli wynosiła 3650 mm. Burty pod pancerzem w rejonie cytadeli miały grubość 22 mm, a poza cytadelą 19 mm. Bateria artylerii średniej nad górnym pasem pancernym na śródokręciu oraz na rufie była chroniona pancerzem burtowym 76 mm.
Dolny pokład pancerny miał grubość 25 mm i dochodził bocznymi skosami o grubości 38 mm do dolnego krańca pasa pancernego. Nad nim znajdował się pancerny pokład średni grubości 38 mm. Ponadto, kazamaty dział kalibru 120 mm na śródokręciu i rufie były chronione od góry pokładem grubości 25 mm. Kazamaty artylerii średniej na śródokręciu były także oddzielone od wnętrza kadłuba i między sobą ścianami przeciwodłamkowymi grubości 25 mm. Grodzie za baterią artylerii średniej na śródokręciu oraz przed i za baterią na rufie, miały grubość 76 mm.
Wieże dział kalibru 254 mm miały pancerz grubości 203 mm z przodu i boków, 152 mm z tyłu i 64 mm od góry. Ich barbety miały grubość 184 mm (zmniejszającą się w głąb kadłuba do 51 mm). Wieże dział 203 mm miały pancerz dookoła grubości 178 mm i na dachu 51 mm, a ich barbety – 152 mm (zmniejszający się w głąb kadłuba). Okręt miał dziobowe i rufowe stanowiska dowodzenia, w formie cylindrów opancerzonych płytami 203 mm dookoła i 51 mm na dachu. Stanowiska te miały wąskie szczeliny obserwacyjne w ścianach, zamiast stosowanych wcześniej we flocie rosyjskiej dużych szczelin między ścianami a wypukłym dachem. Pod nimi były szyby komunikacyjne w formie rur prowadzących pod dolny pokład, ze ścianami grubości od 125 mm w górnym odcinku do 25 mm. W dachu stanowisk dowodzenia były wieżyczki dalmierzy, chronione pancerzem grubości 152 mm dookoła i 38 mm od góry. Podwodną ochronę kadłuba stanowiła wzdłużna gródź w rejonie cytadeli, grubości 38 mm, dochodząca do dolnego pokładu pancernego i oddzielająca zasobnie węglowe, przylegające do burt, od przedziałów siłowni. Masa pancerza według projektu wynosiła 4850 ton.

### Urządzenia napędowe
Okręt miał 28 kotłów wodnorurkowych systemu Belleville rozmieszczonych w czterech kotłowniach, położonych jedna za drugą (4 kotły w poprzecznym rzędzie w pierwszej kotłowni i po 8 kotłów w dwóch rzędach w pozostałych kotłowniach). Dwie czterocylindrowe pionowe maszyny parowe potrójnego rozprężania były umieszczone w dwóch przedziałach obok siebie, przedzielonych podłużną grodzią wodoszczelną, za kotłowniami. Moc kontraktowa wynosiła 19 700 KM. Maksymalna prędkość na próbach wyniosła 21,43 węzła, przy mocy 20 591 KM. Normalny zapas paliwa – węgla – wynosił 1200 ton, maksymalny – 2000 ton, zasięg zaś 4290 mil morskich przy prędkości 10 węzłów.

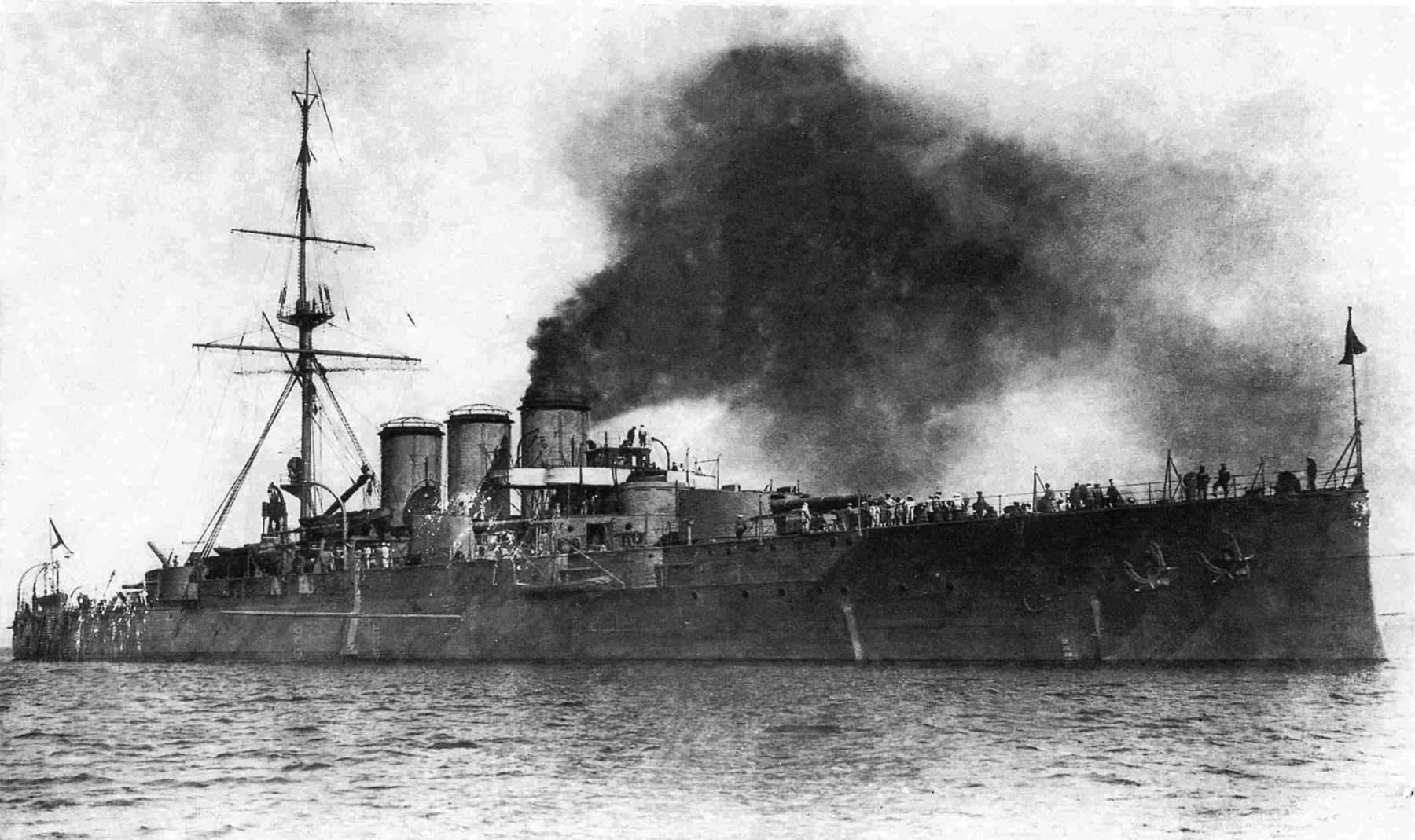
„Ruryk” w 1908 roku, jeszcze z jednym masztem

Jeszcze podczas budowy „Ruryka” jesienią 1905 roku strona rosyjska rozważała możliwość ukończenia go z turbinami parowymi, lecz stanowisko Vickersa nie było przychylne tak dalekim zmianom, a same turbiny były jeszcze niewystarczająco wypróbowaną nowością. Już podczas służby okrętu proponowano kilka wariantów jego przebudowy w ten sposób, ale pozostały one w sferze studiów. Najbliższy realizacji był projekt przebudowy z przełomu lat 1916/17, podczas remontu uszkodzeń okrętu. „Ruryk” miał wówczas otrzymać turbiny o mocy aż 42 000 KM, pozwalające na uzyskanie prędkości 25 w. Nie przystąpiono jednak do jego realizacji z powodu trudności technologicznych i pogorszenia sytuacji wewnętrznej w kraju, a także problematycznej celowości modernizacji przestarzałego koncepcyjnie i w dużym stopniu zużytego okrętu.

### Ocena
Masa salwy burtowej artylerii głównej „Ruryka” (1350 kg) przewyższała wszystkie krążowniki pancerne z wyjątkiem japońskich typów Ibuki i Tsukuba, uzbrojonych nietypowo dla tej klasy w działa kalibru 305 mm. Główny kaliber w postaci 4 dział 254 mm posiadały jeszcze jedynie włoskie krążowniki typów Pisa i San Giorgio oraz amerykański typ Tennessee, lecz miały krótsze działa o gorszych charakterystykach i słabsze działa drugiego kalibru. „Ruryk” przewyższał ponadto inne krążowniki pancerne posiadające artylerię główną dwóch kalibrów pod względem artylerii pomocniczej (jedynie japońskie miały działa kalibru 120 mm, lecz w mniejszej liczbie, a większość miała działa kalibru 76 mm).
Pancerz grubości typowej dla ogółu krążowników pancernych pokrywał większą powierzchnię, niż u większości z nich. Okręt miał dobrą dzielność morską, dużą żywotność i stosunkowo zaawansowany system kontroli uszkodzeń (zalewania i osuszania przedziałów). Jedyną większą wadą projektu była prędkość, niższa od większości nowo budowanych krążowników pancernych o 1-2 węzły. Ogółem, „Ruryk” był jednym z najlepszych krążowników pancernych świata, o dobrze zbalansowanych charakterystykach, lecz podobnie, jak inni przedstawiciele tej klasy, stał się przestarzały koncepcyjnie z chwilą pojawienia się szybszych i lepiej uzbrojonych krążowników liniowych. Mimo to, nie miał na Bałtyku silniejszych lub nawet równorzędnych przeciwników, gdyż Niemcy wykorzystywali swoje krążowniki liniowe i nowe pancerniki na Morzu Północnym jako przeciwwagę dla floty brytyjskiej.

## Służba

### Przed I wojną światową
Daty w kalendarzu gregoriańskim (nowego stylu), w nawiasach – starego stylu

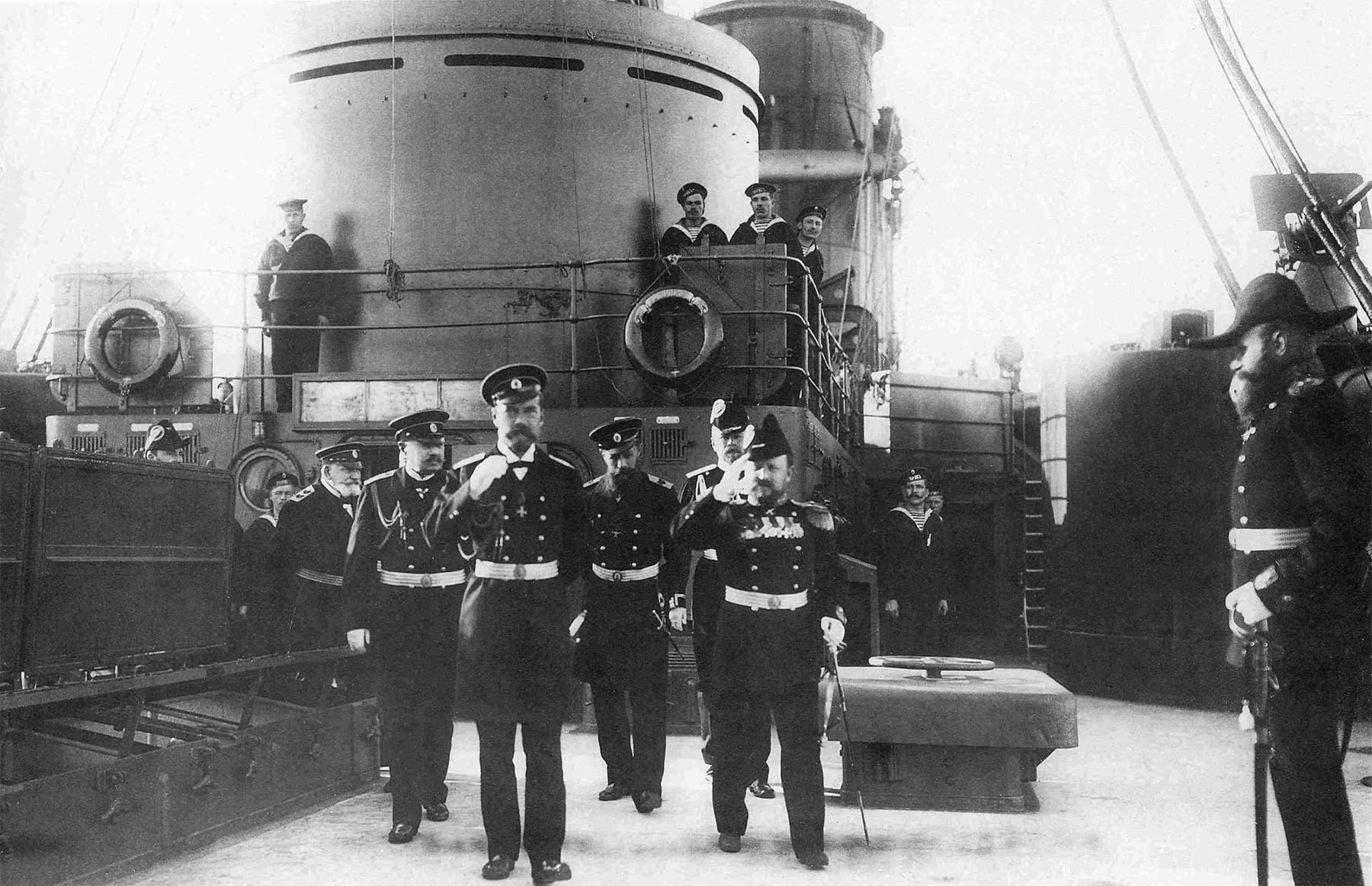
Car Mikołaj II na pokładzie „Ruryka”, 1908 rok. Dobrze widoczna rufowa wieża dowodzenia.

6 października (23 września) 1908 roku okręt wizytował car Mikołaj II. Organizacja eserów planowała uprzednio zamach na cara i dwóch zwerbowanych członków załogi miało go przy tej okazji zastrzelić, lecz ostatecznie spiskowcy nie podjęli akcji z powodu zakazania jej przez komitet okrętowy, który obawiał się, że próba zamachu udaremni planowane powstanie marynarzy całej Floty Bałtyckiej.
„Ruryk” przed I wojną światową odbywał liczne rejsy zagraniczne, połączone z oficjalnymi wizytami, pełniąc rolę „wizytówki” rosyjskiej floty. Podobnie jak inne okręty Floty Bałtyckiej, zimą był wycofywany do rezerwy z uwagi na zalodzenie i rozpoczynał kampanię późną wiosną. Tuż po wejściu do służby, w lipcu 1909 roku „Ruryk” z innymi okrętami konwojował carskie jachty do Wielkiej Brytanii i wziął udział w uroczystościach we francuskim Cherbourgu, a następnie wielkiej rewii floty na redzie Spithead 2 sierpnia 1909 roku. Zimą na okręcie odstawionym do rezerwy przeprowadzano różne drobne prace modernizacyjne, jak ustawienie drugiego masztu i wymianę pokrycia pokładu z niezdającej egzaminu masy plastycznej podobnej do linoleum na sosnowe deski.
W 1910 roku „Ruryk” został przydzielony do Oddziału Bałtyckiego, mającego za zadanie szkolenie praktyczne gardemarynów (podchorążych). 6 lipca (23 czerwca) wziął udział w dużych manewrach na Zatoce Fińskiej, obserwowanych przez członków Dumy. Na pokładzie „Ruryka” znajdował się wówczas kierujący ćwiczeniami wiceadmirał Nikołaj Essen. Między lipcem a listopadem 1910 roku „Ruryk” z innymi okrętami popłynął w rejs na Morze Śródziemne, na uroczystości 50-lecia panowania połączone z koronacją królewską księcia Czarnogóry Mikołaja I (w zespole kadm. N. Mankowskiego, z pancernikami „Cesariewicz” – flagowy, „Sława” i krążownikiem „Bogatyr’”). Wizyta ta miała także aspekt polityczny – służyła demonstracji rosyjskiego poparcia dla krajów słowiańskich nad Morzem Adriatyckim. Zespół wypłynął 31 (18) lipca z Kronsztadtu i odwiedził po drodze Portsmouth, Algier, Fiume i dopłynął 1 września (19 sierpnia) do Antivari (Bar) w Czarnogórze. Uroczystości w stolicy Czarnogóry, w których wzięły udział kompanie honorowe okrętów, trwały do 7 września (25 sierpnia), a następnego dnia zespół wypłynął z powrotem. Podczas rejsu okręty odwiedziły Fiume, zatokę Suda, Pireus, Tulon, Vigo, Cherbourg, prowadząc po drodze ćwiczenia i powracając 15 (2) listopada do Kronsztadtu. W wypadku podczas załadunku węgla w Fiume zginął podoficer z załogi „Ruryka”.

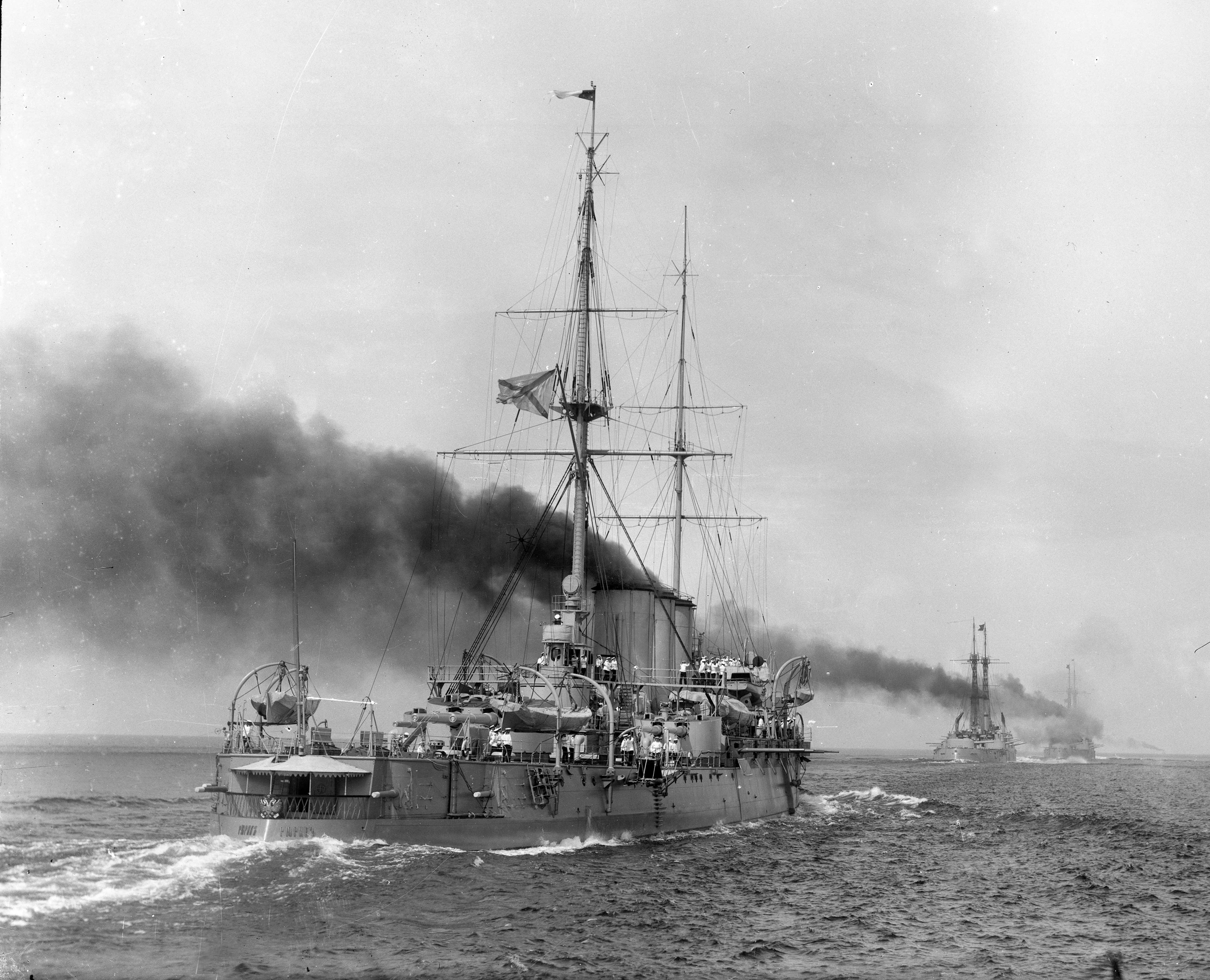
„Ruryk”, w głębi „Andriej Pierwozwannyj” i „Impierator Pawieł I” na ćwiczeniach 4 lipca 1913 r.

W lutym 1911 roku „Ruryk” został włączony, z uwagi na swoją siłę, w skład nowo utworzonej Brygady Okrętów Liniowych kadm. Mankowskiego. Na samym początku kampanii, 14 (1) maja 1911 roku „Ruryk” lekko uszkodził poszycie denne na mieliźnie koło Kronsztadu, po czym musiał być dokowany w czerwcu. Reszta kampanii letniej przeszła na ćwiczeniach na Bałtyku, a w sierpniu „Ruryk” i „Cesariewicz” odwiedziły Travemünde. We wrześniu 1912 roku „Ruryk” w składzie eskadry głównych sił Floty Bałtyckiej, konwojował jacht cesarzowej-matki Marii Fiodorowny udającej się z wizytą do Danii z okazji urodzin króla Chrystiana X (jej bratanka). Zespół dotarł do Kopenhagi 25 (12) września. „Ruryk” był podczas wizyty okrętem flagowym dowódcy Floty Bałtyckiej wiceadmirała N. Essena, odwiedzony został przez króla Danii i urządzono na jego pokładzie rufowym wystawny bal.
W 1913 roku okręty Floty Bałtyckiej w dalszym ciągu zajmowały się ćwiczeniami. W zawodach artyleryjskich o nagrodę cara 17 (4) lipca, strzelanie obserwował z pokładu „Ruryka” sam car Mikołaj II. We wrześniu 1913 roku główne siły Floty Bałtyckiej, z „Rurykiem” jako okrętem flagowym wadm. Essena, odwiedziły Portland, Brest i Stavanger. W obliczu napięć w Europie, eskadra była szczególnie gorąco przyjmowana w sojuszniczej Wielkiej Brytanii i Francji.

### I wojna światowa
Po wybuchu I wojny światowej, już 1 sierpnia (17 lipca) w nocy „Ruryk” wyszedł w morze z Rewla, z brygadą okrętów liniowych, dozorując na wypadek próby wtargnięcia floty niemieckiej do Zatoki Fińskiej i osłaniając stawianie obronnej zagrody minowej. „Ruryk” służył w tym okresie jako okręt flagowy dowódcy Floty Bałtyckiej Nikołaja Essena. 10 sierpnia siły Floty z „Rurykiem” wypłynęły w celu ewentualnego zniszczenia szwedzkich okrętów, na wypadek przystąpienia Szwecji do wojny, lecz akcja została odwołana przez głównodowodzącego armii rosyjskiej, a Szwecja pozostała w tej wojnie neutralna. 11 sierpnia „Ruryk” lekko uszkodził dno na skale koło wyspy Nargen, ale uszkodzenia zostały usunięte prowizorycznie siłami załogi, przy pomocy klinów i cementu.

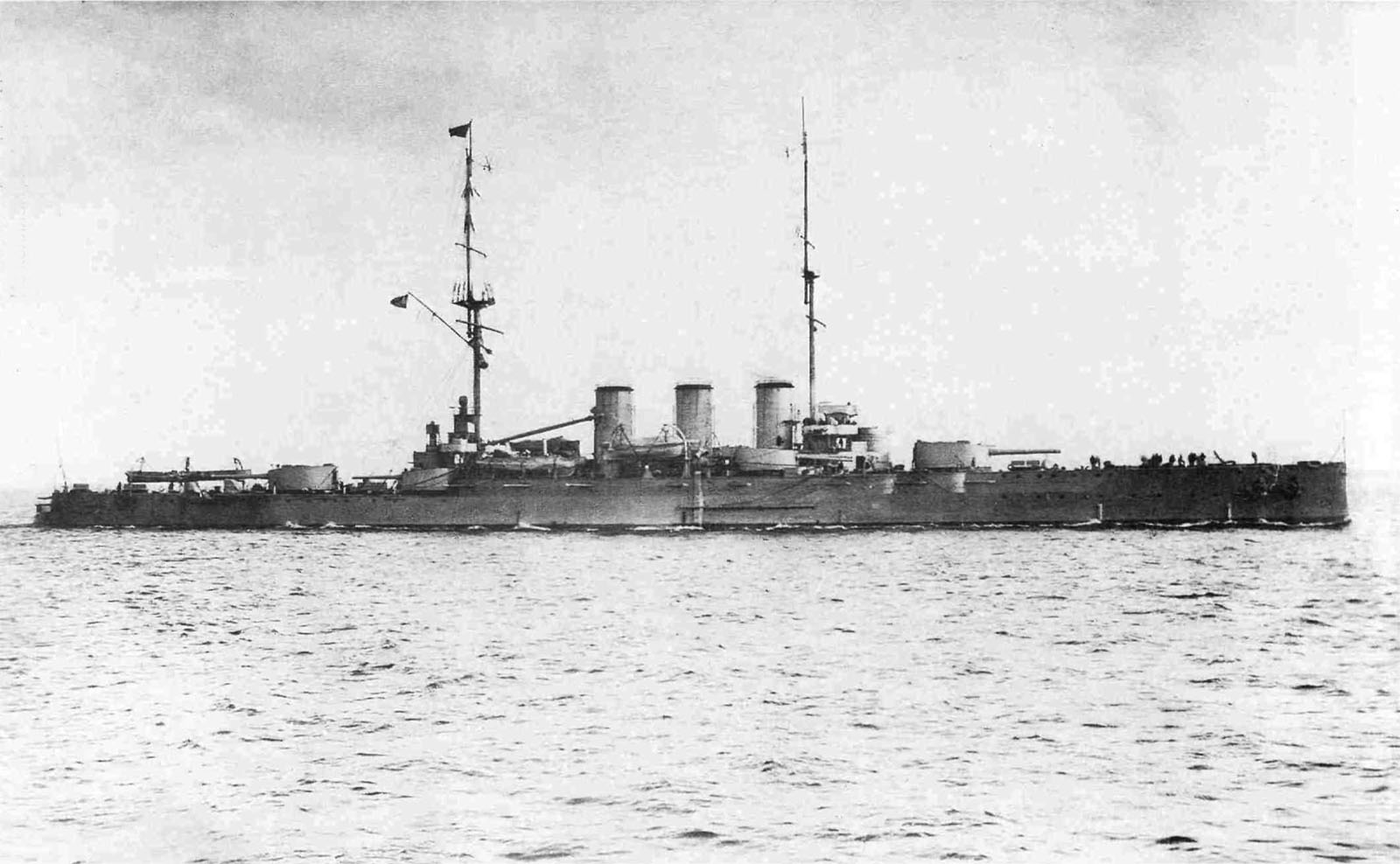
„Ruryk” w latach 1914–1915

W dniach 1-3 września (19-21 sierpnia) 1914 roku „Ruryk” pod flagą adm. Essena odbył pierwszy rejs rozpoznawczy w rejon Gotlandii, z krążownikami „Rossija”, „Bogatyr'”, „Oleg” i niszczycielami, lecz nie doszło do żadnych starć z przeciwnikiem (napotkany dwukrotnie niemiecki krążownik „Augsburg” zdołał uniknąć walki). Okręty rosyjskie bazowały wówczas głównie w Rewlu (Tallinnie). Bezskuteczne było też wyjście sił głównych w morze 8-9 września (26-27 sierpnia) i operacja rozpoznawcza „Ruryka” i krążowników 25 (12) września oraz rajd pod Gotlandię 27-29 (14-16) września, przeprowadzony przez „Ruryka” pod flagą adm. Essena i krążownik pancerny „Pałłada”. 30 września „Ruryk”, podczas silnego sztormu, uczestniczył w akcji ewakuacji rosyjskich ekip ratowniczych pracujących na wraku niemieckiego krążownika „Magdeburg”.
W listopadzie flota rosyjska zaczęła wykorzystywać niszczyciele do stawiania ofensywnych zagród minowych. Również „Ruryk” z krążownikami pancernopokładowymi „Oleg” i „Bogatyr'” i stawiaczem min „Amur” utworzył oddział specjalnego przeznaczenia, który przeprowadził 17-19 (4-6) listopada operację stawiania 240 min przez „Amur” na wodach niemieckich. Między 21 a 27 listopada „Ruryk” był dokowany w Kronsztadzie. Dla dalszych operacji minowych, „Ruryk” oraz inne krążowniki zostały przystosowane do przenoszenia min przez zabudowę na pokładach torów minowych. Podczas kolejnej operacji oddziału, 14 (1) grudnia „Ruryk” postawił 120 min na wysokości Zatoki Gdańskiej. 29 (16) grudnia „Ruryk” został włączony w skład 1. Brygady Krążowników kontradmirała M. Bachiriewa. 13 stycznia 1915 roku (31 grudnia 1914 r.) „Ruryk”, „Admirał Makarow” i „Bajan” osłaniały stawianie min na południowo-zachodnim Bałtyku (przez krążowniki „Rossija”, „Oleg” i „Bogatyr'”), na których uszkodzeniu uległy niemieckie krążowniki lekkie „Augsburg” i „Gazelle”.
Podczas osłony kolejnej operacji minowania, pod flagą kadm. M. Bachiriewa, 14 (1) lutego 1915 roku, z powodu słabej widoczności, „Ruryk” rozdarł dno na całej długości na kamiennej ławicy koło Gotlandii. Okręt nabrał ok. 2700 ton wody, zalaniu uległy przedziały podwójnego dna, trzecia kotłownia i część zasobni węglowych. 16 lutego dotarł o własnych siłach z małą prędkością do Rewla. Następnie, po odciążeniu okrętu (m.in. demontaż dział i dachów wież), na początku marca (17-21 lutego) przeszedł w trudnych warunkach zalodzenia za trzema lodołamaczami do Kronsztadu, gdzie został dokowany. W toku remontu wymieniono też na nowe działa kalibru 203 mm. „Ruryk” wszedł ponownie do służby pod koniec czerwca.

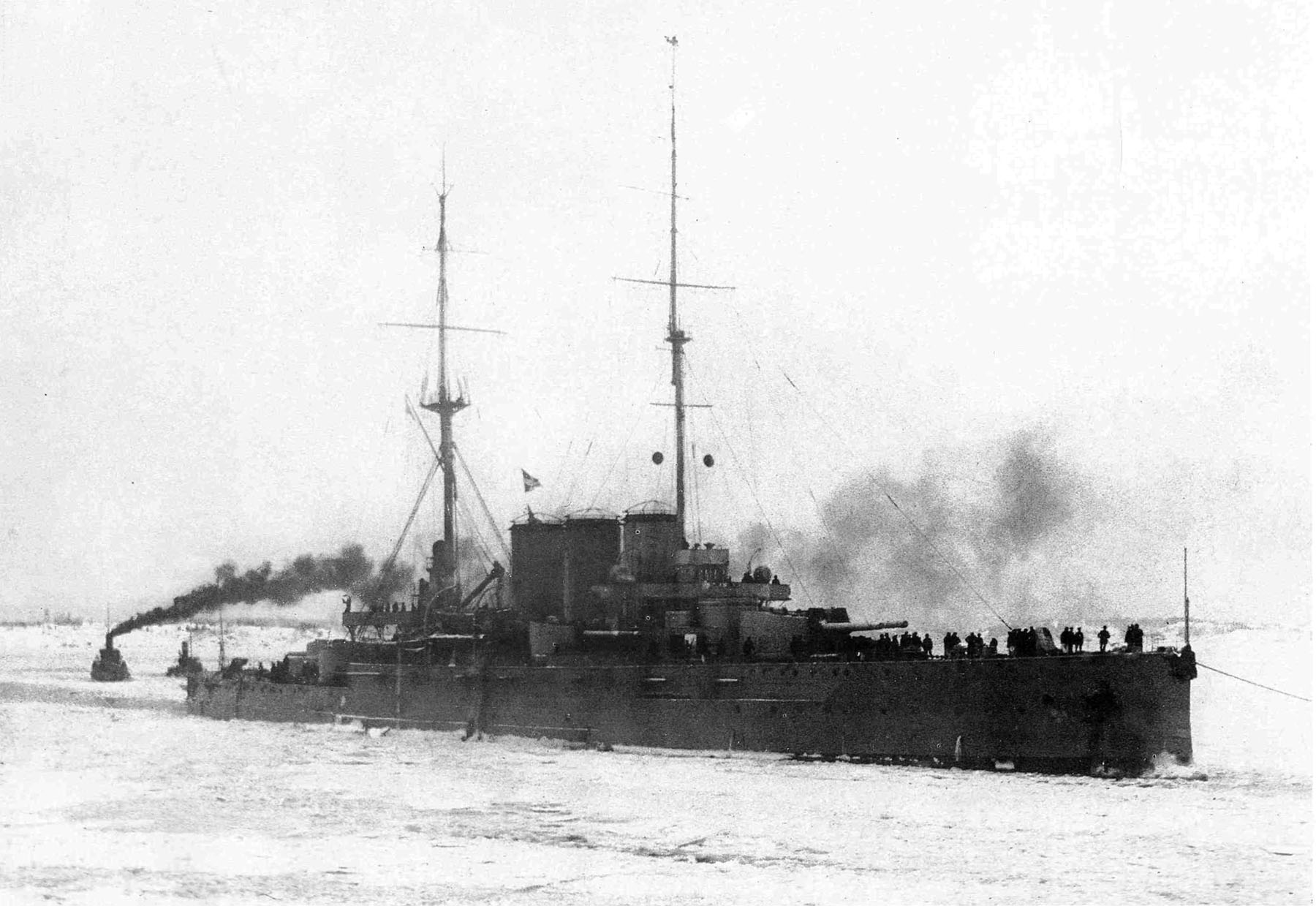
„Ruryk” pod koniec 1915 roku

2 lipca (19 czerwca) 1915 roku „Ruryk” wziął udział w wypadzie 1. Brygady Krążowników, zakończonym starciem z okrętami niemieckimi koło Gotlandii. „Ruryk” wcześniej odstał od zespołu w silnej mgle i dopłynął na pomoc rosyjskim krążownikom już w końcowej fazie bitwy. Podjął walkę najpierw z lekkim krążownikiem „Lübeck”, nie zadając mu uszkodzeń, a następnie z krążownikiem pancernym „Roon”, który zmusił do odwrotu. Krótki pościg był bezskuteczny z powodu mgły. „Ruryk” wystrzelił w starciu 46 pocisków 254 mm, 102 – 203 mm i 163 – 120 mm. Według rosyjskich relacji, „Roon” otrzymał kilka trafień, w tym pociskiem 203 mm w rejonie czwartego komina. Na „Ruryku” zostało rannych 9 marynarzy, z czego jeden zmarł, lecz nie jest jasne, jakie okręt odniósł w starciu uszkodzenia. Istnieje wersja, że miał zostać trafiony aż 10 pociskami 105 mm krążownika „Lübeck”, które mimo to spowodowały jedynie nieznaczne uszkodzenia. Część autorów nie wspomina jednak o uszkodzeniach, brak jest też oficjalnych dokumentów na ten temat lub fotografii. W czasie starcia doszło na „Ruryku” do przejściowego wyłączenia z akcji wieży dziobowej i zatrucia 7 marynarzy gazami prochowymi na skutek awarii systemu przedmuchiwania lufy i przedostania się gazów prochowych do wewnątrz. Na umiarkowane wyniki ognia „Ruryka” miało niewątpliwie wpływ zupełne zużycie luf dział kalibru 254 mm. Nie znajduje natomiast potwierdzenia w dokumentach ani oficjalnych raportach spotykana w literaturze wersja o mało dokładnym ogniu z powodu uszkodzenia głównego dalmierza, zalanego wodą przy wybuchu pocisku z „Lübecka”.
30-31 (17-18) lipca 1915 roku „Ruryk” brał udział w operacji osłony przebazowania pancernika „Sława” do Zatoki Ryskiej, w celu wspierania tam wojsk, przez Cieśninę Irbe. Nie doszło przy tym do spotkań z nieprzyjacielem. 4 listopada (22 października) 41 marynarzy z „Ruryka” zostało aresztowanych za bunt w obronie uwięzionych dzień wcześniej przez oddział desantowy z „Ruryka” 95 marynarzy z „Ganguta”, którzy podnieśli bunt z powodu wyżywienia. Trzech z nich następnie skazano na rozstrzelanie, a czterech na katorgę. 11 listopada (29 października) 1915 roku „Ruryk” i krążowniki „Admirał Makarow”, „Bajan” i „Oleg” postawiły 560 min na południe od Gotlandii (uległ na nich uszkodzeniu niemiecki krążownik „Danzig”). W kolejnej operacji 6 grudnia (23 listopada) te same okręty oraz „Bogatyr'” postawiły tam 700 min (uległ na nich uszkodzeniu niemiecki krążownik „Lübeck”).
Zimę 1915/1916 przed kolejną kampanią okręty Floty Bałtyckiej spędziły przeważnie w bazach z uwagi na duże zalodzenie. W tym czasie wymieniono lufy dział 254 mm na nowe. 13-14 czerwca 1916 roku „Ruryk” pod flagą nowego dowódcy 1. Brygady Krążowników kadm. P. Truchaczowa, z krążownikami „Oleg”, „Bogatyr'” i niszczycielami przeprowadził rajd w celu zwalczania raportowanych przez wywiad niemieckich konwojów z rudą żelaza ze Szwecji, pod Norrköping. Krążowniki podczas niego nie miały starć z nieprzyjacielem, natomiast niszczyciele (dowodzone przez kadm. Kołczaka) zatopiły krążownik pomocniczy „Hermann”. Oficerem nawigacyjnym „Ruryka” w tym okresie był Polak Mamert Stankiewicz. Okręt następnie przeszedł krótki remont i modernizację systemu podawania amunicji. Wymieniono też część dział 120 mm, a na dziobie ustawiono działo przeciwlotnicze kalibru 63 mm.
Przez resztę roku okręt wypełniał jedynie zadania ćwiczebne. 19 (6) listopada 1916 roku, podczas przebazowania floty do Kronsztadu, „Ruryk” został uszkodzony na minie postawionej przez niemiecki okręt podwodny na południe od wyspy Gogland. Wybuch nastąpił tuż pod kluzami kotwicznymi, zniszczeniu uległ dziób pod wodą wraz ze stępką i okręt nabrał ok. 490 ton wody, lecz samodzielnie doszedł do Kronsztadu. Remont w Zakładach Bałtyckich w Petersburgu trwał do 30 (17) stycznia 1917 roku. Przy okazji okręt poddano niewielkiej modernizacji, m.in. ustawiono trójnożny maszt ze stanowiskiem kierowania ogniem i zaopatrzono wieże głównego kalibru w dalmierze.

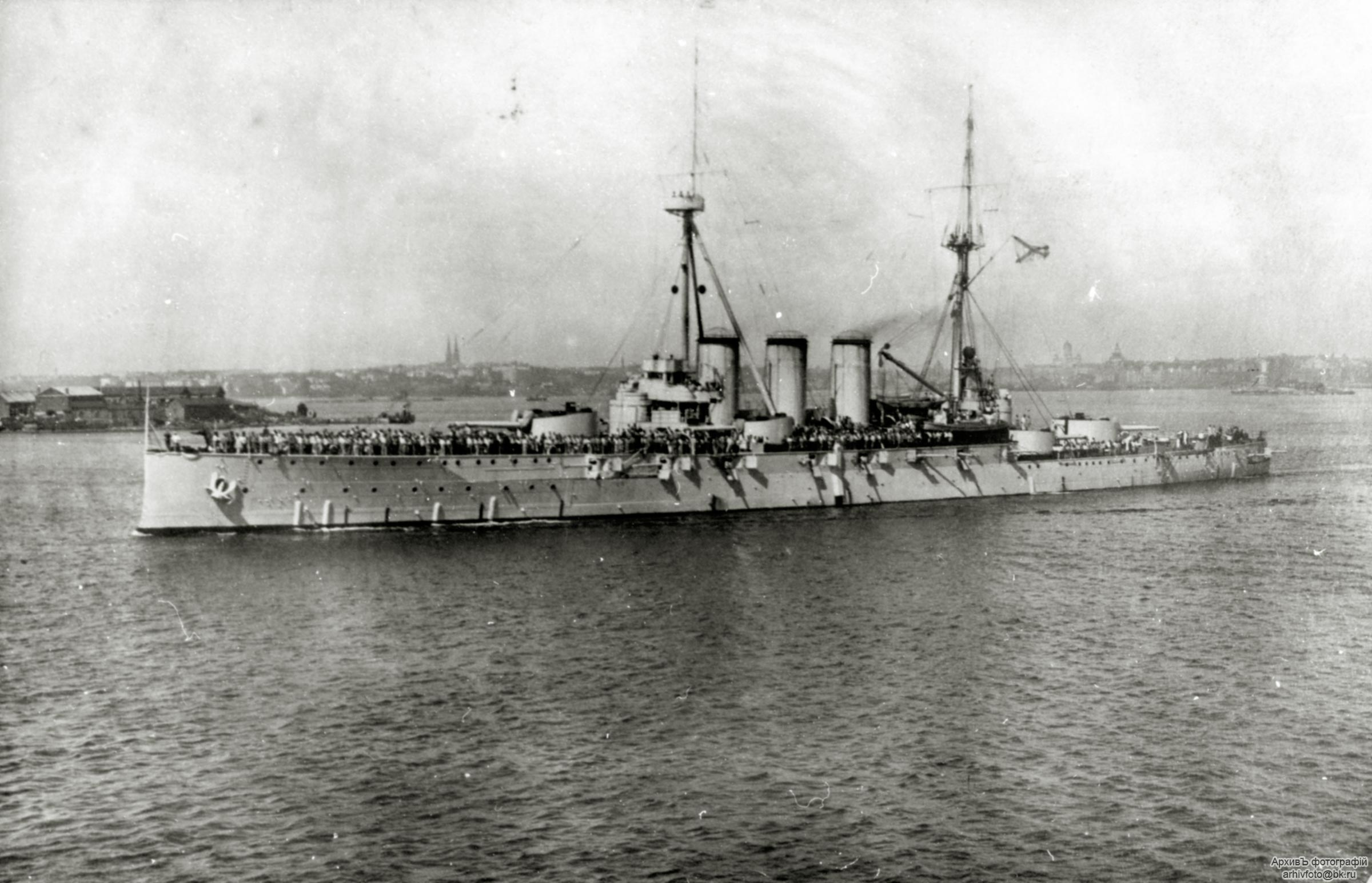
„Ruryk” w 1917 roku w Rewlu (Tallinnie) – widoczny trójnożny maszt

W lutym 1917 roku „Ruryk” przeszedł do Rewla. W tym czasie gotowość do walki floty rosyjskiej zaczęła podupadać, a w związku z rewolucją lutową, na okrętach tworzono komitety rewolucyjne, wpływające na dowodzenie i dobór obsady oficerskiej; dochodziło także do zabójstw oficerów. Mimo to, na „Ruryku” przynajmniej do czerwca dyscyplina i stosunki między marynarzami i oficerami pozostawały względnie dobre, czemu sprzyjało bazowanie okrętu w Rewlu, w odróżnieniu od głównych ośrodków rewolty, jak Kronsztad i Helsinki. „Ruryk” nie wziął udziału w walkach o Wyspy Moonsundzkie w październiku, pozostając w rezerwie na wypadek przerwania się niemieckiej floty w głąb Zatoki Fińskiej, do którego nie doszło.
Po rewolucji październikowej, „Ruryk” z innymi okrętami Floty Bałtyckiej przeszedł pod kontrolę bolszewików. W związku z zagrożeniem Rewla przez niemieckie natarcie 21 lutego 1918 roku, zdecydowano o ewakuacji floty do Helsinek, mimo zalodzenia. 25 lutego w nalocie niemieckiego samolotu na port, bomba raniła na „Ruryku” 6 ludzi. Wieczorem tego dnia „Ruryk” z krążownikiem „Admirał Makarow” jako ostatnie opuściły zajmowany już przez Niemców Rewel i 27 lutego dotarły do Helsinek. Wbrew planom dowództwa morskiego w Helsinkach wysadzenia kontrdesantu rewolucyjnych marynarzy w Estonii przez „Ruryka” i pancernik „Riespublika”, załoga „Ruryka” na mityngu odrzuciła pomysł wyjścia w tym celu w morze. Dyscyplina we flocie upadała, a „Ruryka” opuściła około połowa załogi i w końcu nawet dowódca W. Rudniew.

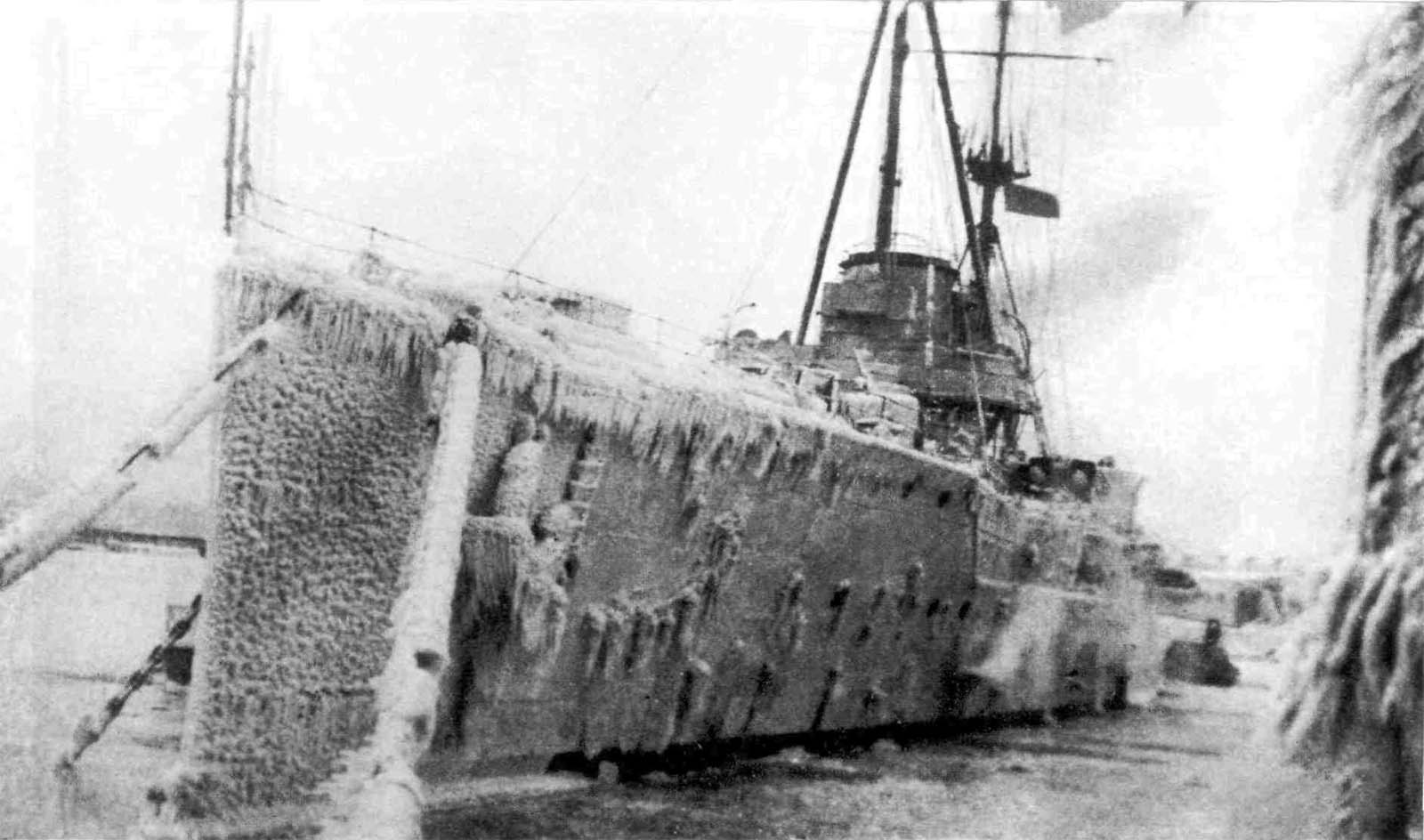
„Ruryk” 12 kwietnia 1918 roku w Kronsztadzie, po „lodowym pochodzie”

W dniach 11-17 marca 1918 roku „Ruryk” wraz z najsilniejszymi okrętami Floty Bałtyckiej został ewakuowany z Helsinek do Kronsztadu, w tzw. lodowym przejściu, odbywającym się w trudnych warunkach zalodzenia Zatoki Fińskiej (było to spowodowane groźbą zajęcia okrętów przez Niemców po zawarciu pokoju brzeskiego). 5 kwietnia „Ruryk” ponownie wyruszył w stronę Helsinek, eskortując lodołamacz „Jermak”, udający się na pomoc okrętom rosyjskim drugiego rzutu, które utknęły w lodach. Podczas tego, okręt został nieskutecznie ostrzelany przez fińską artylerię z wyspy Lavansaari. 10 kwietnia wszystkie okręty dotarły do Kronsztadu.
W październiku 1918 roku „Ruryk” został odstawiony w porcie kronsztadzkim i nie wszedł już do aktywnej służby, wskutek zużycia okrętu i jego pogarszającego się stanu technicznego oraz sytuacji ekonomicznej i militarnej Rosji radzieckiej. 17 z jego dział 120 mm zostało zdjętych i użytych na uzbrojenie statków flotylli rzecznych lub pociągów pancernych. 21 maja 1921 roku „Ruryk” został oficjalnie przeznaczony do długotrwałego zakonserwowania. Wiosną 1922 roku rozpoczęto prace demontażowe mechanizmów pomocniczych i rurociągów. Jego stan dalej się pogarszał, a na skutek braku konserwacji zaworów dennych, okręt stopniowo nabierał wody. W styczniu 1923 roku został przeholowany do Piotrogrodu, do dawnej Stoczni Admiralicji, gdzie zdjęto wieże dział i amunicję. 1 listopada 1923 roku ostatecznie „Ruryk” został przekazany na złom, a 17 listopada tego roku został ujęty na liście okrętów do wycofania. Do 1925 roku okręt został rozebrany w stoczni im. Marty.